# Los cronocrímenes
Los cronocrímenes (Crimes Temporais no Brasil, Timecrimes internacionalmente) é um filme espanhol dirigido por Nacho Vigalondo e lançado em 2007. O filme é um thriller de ficção científica de baixo orçamento e poucos efeitos especiais.
O filme foi lançado durante o festival Fantastic Fest 2007 em Austin, EUA, onde recebeu o prêmio do público e da crítica.
Para a divulgação do filme, foi criado um site e um jogo. Os ganhadores do jogo seriam convidados para assistir a estreia do filme em um avião.
Os direitos para um remake estadunidense foram comprados em 2008, mas até 2020 ele não foi feito.

## Enredo
Héctor e sua esposa Clara estão em sua nova casa. Quando Clara vai embora para a cidade, Héctor fica no quintal olhando com seus binóculos uma floresta no fim de tarde. Ao ver uma mulher nua, decide ir investigar. Ao se aproximar, vê a mulher deitada em uma clareira. Então, é atacado por um homem com o rosto coberto de bandagens, que enfia uma tesoura em seu braço. Héctor sai correndo em busca de ajuda, quebra a janela de uma casa e a invade. Lá dentro, encontra um walkie-talkie, com o qual se comunica com um cientista que diz que pode ajudá-lo. Héctor diz que está sendo perseguido, e o cientista diz que está em um prédio no topo da colina onde estarão seguros. Héctor entra no prédio, já de noite, e vê uma máquina estranha com um grande tanque. Ao olhar pela janela, vê o homem com rosto coberto, e se assusta. O cientista diz para Héctor se esconder dentro da máquina, e Héctor entra nela.
Quando Héctor sai da máquina, percebe que ainda está de dia. Ao conversar com o cientista, entende que viajou para o passado, para mais cedo no mesmo dia de 16 de setembro de 2006. Do topo da colina, vê com binóculos sua sua própria casa, onde Héctor e Clara estão. A versão de Héctor que viajou para o passado (Héctor 2) é orientado pelo cientista a não voltar para sua própria casa, mas para esperar os eventos passarem sem interferir. No entanto, Héctor 2 não quer esperar sentado. 

## Elenco
- Karra Elejalde (Héctor)
- Nacho Vigalondo (Cientista)
- Bárbara Goenaga (Ciclista)
- Candela Fernández (Clara)
- Juan Inciarte (Héctor ocasional)[7]

## Exibições e premiações
- Fantastic Fest 2007 - Prêmios do público e da crítica[4]
- Trieste Science+Fiction 2007 - Prêmio Asteroide de melhor filme[8]
- Edinburgh International Film Festival 2009[9][10]